# Biblioteca de la Defensa
La Biblioteca de la Defensa "Generala Juana Azurduy" es una biblioteca civil del Ministerio de Defensa con sede en el Edificio Libertador y en la órbita de la Red de Bibliotecas de las Fuerzas Armadas.

## Reseña
Fue creada en 2009 por un convenio entre el Ministerio de Defensa y el Ejército Argentino, instalando su sede en el Edificio Libertador junto a la Biblioteca Central del Ejército.
La Biblioteca incluye material relacionado con el derecho de derechos humanos, el derecho internacional y el control civil de la defensa, con más de 950 ejemplares.